# Nido dell'Aquila
Il Nido dell'Aquila, noto anche come Kehlsteinhaus (tedesco per Casa sul Kehlstein), è un rifugio alpino della Germania, situato nell'Obersalzberg delle Alpi bavaresi di Berchtesgaden a una ventina di chilometri dalla città austriaca di Salisburgo.
In origine l'edificio era compreso nella proprietà della scomparsa Berghof, nota per essere stata la sottostante residenza privata di Adolf Hitler. Completato nell'agosto del 1938 in poco più di un anno da una squadra di circa duemila persone e costato circa 30 milioni di Reichsmark, venne utilizzato dal Führer assai poco, se non per alcuni incontri diplomatici, preferendo egli soggiornare alla vicina Berghof.

## Storia

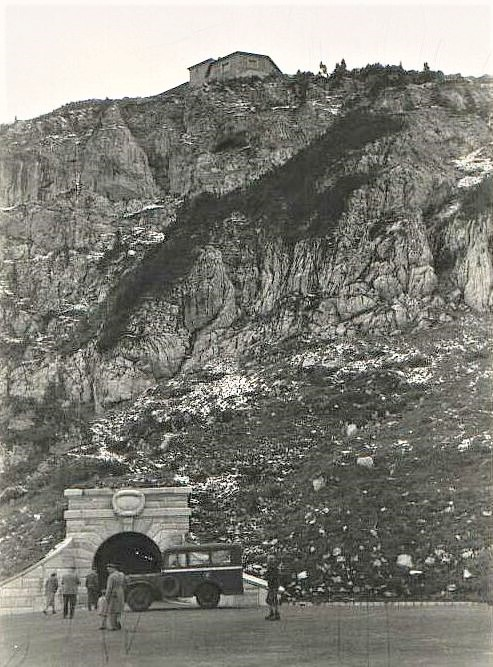
Un'immagine del Nido dell'Aquila durante il periodo bellico; è possibile intravedere la struttura in alto, mentre in primo piano è visibile il piazzale e l'accesso presidiato alla galleria che conduce all'ascensore interno.

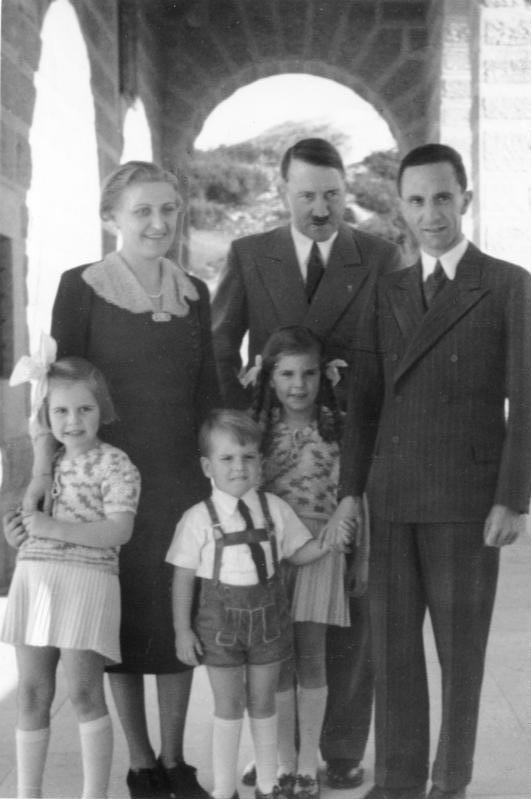
Una fotografia che ritrae Adolf Hitler nel Nido dell'Aquila in compagnia dei Goebbels con tre dei loro sei figli

L'idea di realizzare un edificio sulla cima del Kehlstein nacque nel 1936 dal segretario personale del Führer, Martin Bormann. Egli, con l'ausilio dei membri del partito, ottenne l'autorizzazione e i necessari finanziamenti per far costruire l'edificio.
Progettato dall'architetto Roderich Fick, l'edificio fu completato in soli quattordici mesi da una squadra di circa duemila addetti diretti dall'ingegner Fritz Todt e con una spesa complessiva di circa 30 milioni di Reichsmark, diventando un'estensione della sottostante villa denominata Berghof. Il nome originario Kehlsteinhaus venne suggerito dalla montagna nominata Kehlstein sulla quale venne realizzato l'edificio, tuttavia fu inizialmente noto come D-haus, ovvero Diplomatenhaus (casa per incontri diplomatici, in tedesco), nome in seguito storpiato in Tee-haus (casa del tè, in tedesco). Il soprannome Eagle's nest (Nido dell'aquila, in inglese) fu invece coniato il 19 settembre 1938 dal noto giornalista britannico George Ward Price durante una visita in compagnia di Hitler, Goebbels e Bormann e forse già menzionato dall'ambasciatore francese André François-Poncet, ricevuto in visita il giorno precedente, per le caratteristiche orografiche del luogo ma anche in chiaro riferimento all'antico simbolo della Germania e del nazionalsocialismo, che è appunto un'aquila.
Tuttavia i dettagli sull'edificio non furono mai resi pubblici, anche per una scelta strategica a tutela dell'immagine del Führer che comunque non utilizzò il Nido dell'aquila per scopi militari, bensì come luogo dove il Reichskanzler svolse soltanto alcune riunioni e incontri diplomatici, tra cui quello in cui ospitò il ministro degli esteri italiano Galeazzo Ciano nel 1939 e quello del 17 ottobre 1940, in cui ebbe come ospite la principessa ereditaria d'Italia Maria José del Belgio.
Malgrado il pieno svolgimento del conflitto, nel giugno del 1944 il Nido dell'aquila fu anche luogo di ricevimento del matrimonio tra l'ufficiale delle SS Obergruppenführer Hermann Fegelein e Gretl Braun, sorella della compagna di Hitler, Eva Braun, che invece amava trascorrere lunghi periodi di villeggiatura presso la Kehlsteinhaus.
Un elenco dei soggiorni ufficiali di Adolf Hitler si può riassumere come di seguito:
| Cronologia delle visite ufficiali   |
| ----------------------------------- |
| 18, 19 settembre 1938               |
| 16, 17, 18, 21, 23, 24 ottobre 1938 |
| 4 gennaio 1939                      |
| 20, 21 aprile 1939                  |
| 15 luglio 1939                      |
| 11, 12 agosto 1939                  |
| 17 ottobre 1940                     |

Complessivamente l'edificio fu poco frequentato dal Führer e la sua presenza si diradò dopo lo scoppio della seconda guerra mondiale, poiché non venne più ritenuto un luogo sufficientemente sicuro e forse anche per alcuni disturbi di vertigini di cui notoriamente soffriva lo stesso Hitler. Successivamente il Führer e il suo seguito preferirono stabilirsi in rifugi segreti più sicuri come la Tana del Lupo o il Führerbunker di Berlino, pur tuttavia frequentando ancora la vicina Berghof. Il Nido dell'Aquila, infatti, risultava evidentemente molto esposto ai fenomeni atmosferici come i fulmini ma anche troppo vulnerabile a eventuali attacchi aerei nemici, sprovvisto di un rifugio antiaereo e dotato di una sola via di fuga alquanto ripida.
Ciononostante, nella fase finale del conflitto l'edificio scampò ai massicci bombardamenti angloamericani che invece distrussero la Berghof e venne occupato dalle truppe della 3ª Divisione di fanteria, della 101ª Divisione Aviotrasportata statunitense e della 2ª Divisione corazzata francese.
Dopo l'occupazione Alleata, fino al 1953 la struttura fu utilizzata come fortezza militare dagli Alleati ma in seguito venne riconsegnata al governo della Baviera. Come avvenne per la Berghof, anche questo edificio fu subito destinato alla demolizione ma dopo la creazione della Fondazione Berchtesgadener Land, nel 1954 il governo locale decise di trasformarlo in rifugio alpino e diede in gestione la struttura all'ente turistico di Berchtesgaden, che ne cura la gestione e devolve parte dei proventi alla fondazione per finanziare iniziative e attività culturali della zona.

## Caratteristiche

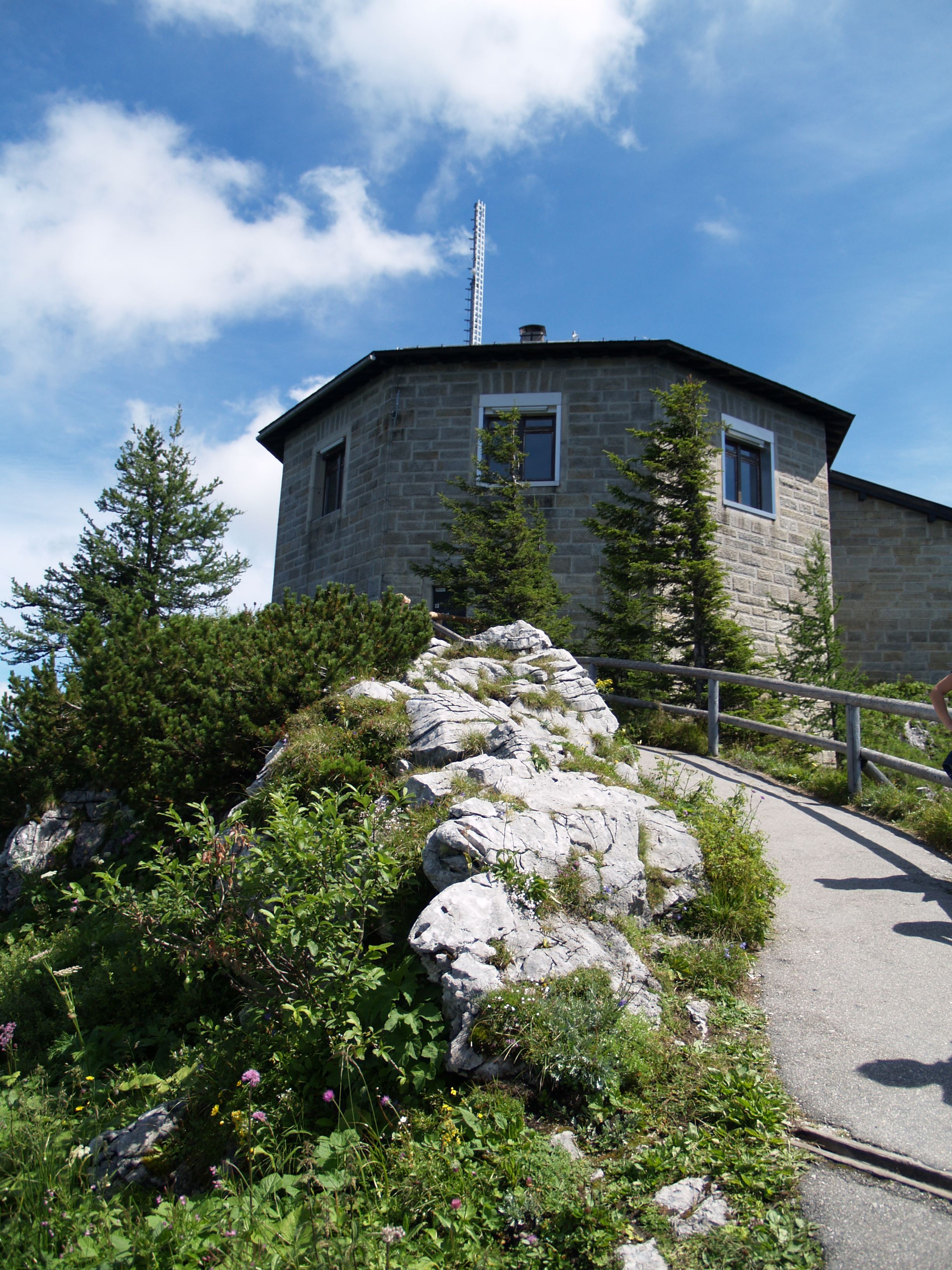
Una veduta del rifugio dal basso.

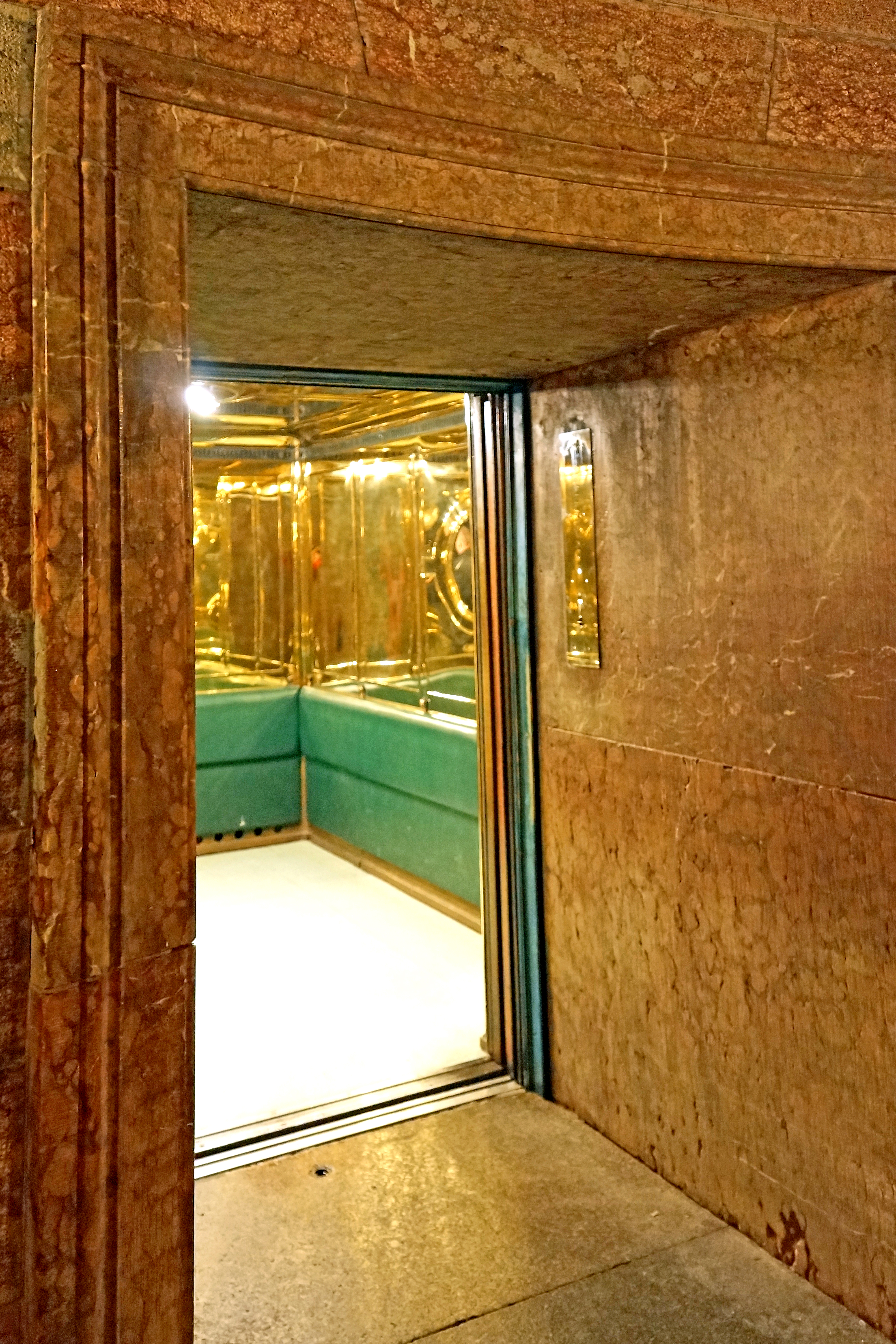
Un'immagine dell'ascensore.

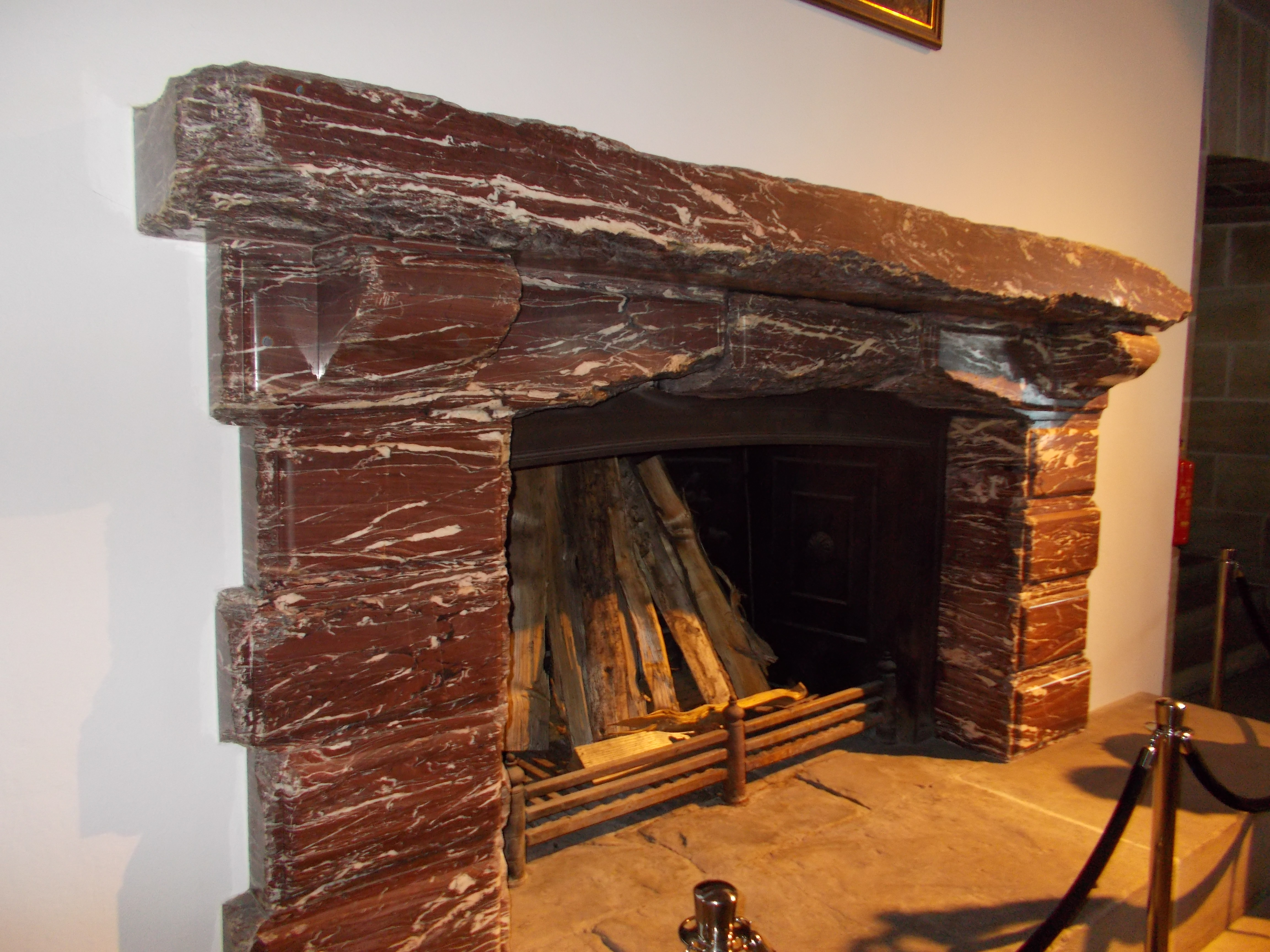
Il caminetto realizzato con il blocco di marmo rosso donato da Mussolini.

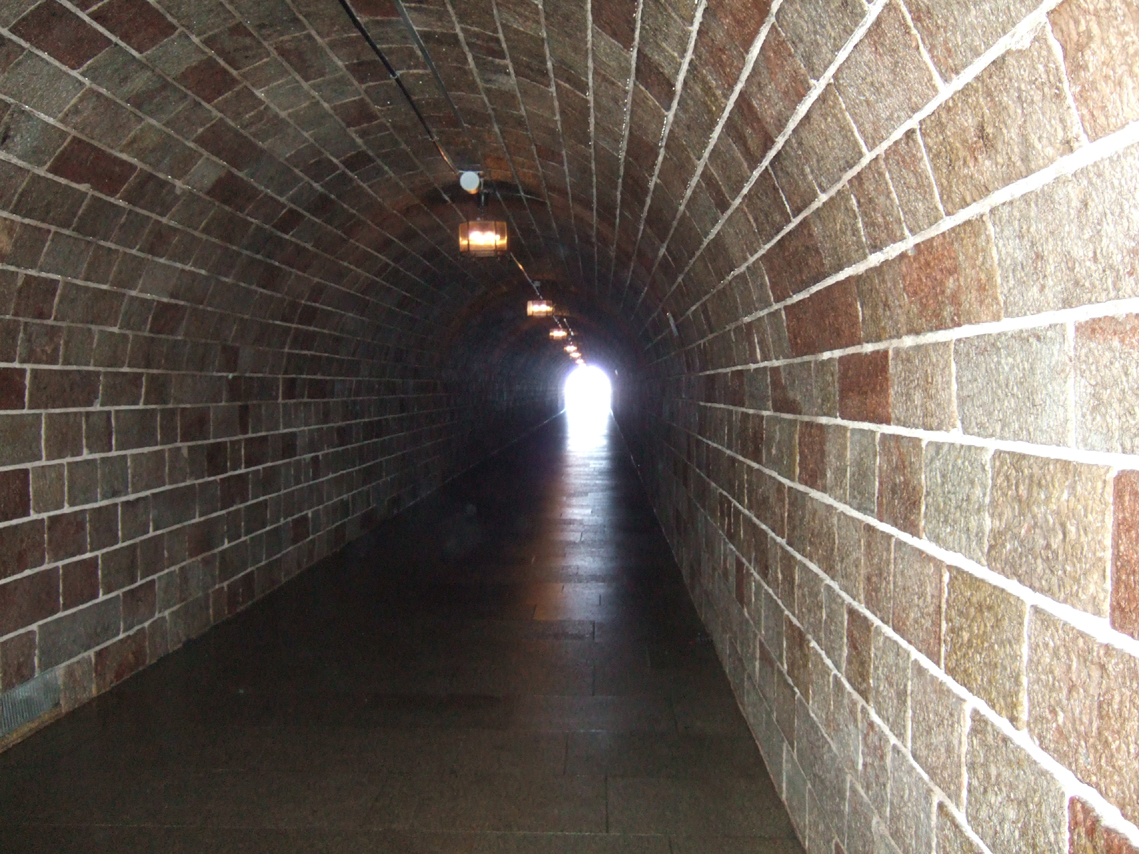
Una veduta interna della galleria di accesso.

Situato a un'altitudine di 1.820 metri, a soli tre chilometri dal paese di Berchtesgaden, il rifugio è posto ai confini con l'Austria ed è sulla cima del Kehlstein, montagna che domina la sottostante area della scomparsa Berghof, e da cui si domina tutta la Baviera e il Salisburghese.
È raggiungibile mediante la Kehlsteinstraße, una strada lunga 6,5 km a un solo tornante che, partendo dalla località di Hintereck a pochi metri dal Centro di Documentazione sul Nazismo realizzato sulle stesse macerie della Berghof, supera un dislivello di circa 700 metri, anche tramite l'attraversamento di cinque gallerie stradali, di cui una di circa 150 metri di lunghezza. Completata in un solo anno, la strada originariamente fu anche dotata di apposite cabine telefoniche poste a margine a distanze ravvicinate per poter comunicare con il Reichskanzler in caso di necessità. Quest'unica strada è chiusa al traffico per via della sua ripidità e della scarsa larghezza ed è percorribile soltanto dalle navette del servizio locale che terminano la loro corsa nel piazzale antistante all'accesso del rifugio.
L'accesso è costituito da una galleria pedonale illuminata di 124 metri di lunghezza e 3 di diametro scavata nella roccia granitica, completamente rivestita di conci in pietra. La galleria conduce a un ascensore Otis, risalente al periodo della costruzione, realizzato in ottone e bronzo, con sedili in cuoio verde e specchi, per favorirne l'accesso a Hitler che soffriva anche di claustrofobia. L'ascensore percorre ulteriori 124 metri di dislivello fino alla cima in soli 41 secondi. Il tratto finale della tromba dell'ascensore è rivestito in marmo rosso di Levanto che fu offerto da Mussolini.
L'edificio è stato costruito sulla cima della vetta opportunamente spianata e prevalentemente realizzato con legname e materiale roccioso reperiti sul luogo. La struttura si sviluppa su un'area di circa 1.040 metri quadrati e gli interni, che originariamente furono disegnati dal celebre architetto ungherese Paul László, ospitano una decina di ambienti in stile rustico con soffitti lignei. In una delle due grandi sale ottagonali sovrapposte è ancora presente un camino realizzato con il medesimo marmo rosso ricevuto in dono da Mussolini e, allo stesso piano, vi è una lunga terrazza con portico che affaccia sulla valle sottostante.
Negli anni cinquanta l'edificio è stato profondamente rimaneggiato e ampliato pur mantenendo alcuni dettagli architettonici, per essere trasformato in rifugio alpino con annesso ristorante e un'ampia terrazza da cui si gode il vasto panorama sul Königssee e sul Watzmann, la seconda vetta più alta della Germania.
Il rifugio è chiuso nei mesi invernali e riapre tra aprile e maggio.